# Gripensköld
Gripensköld var en svensk adelsätt från Östergötland.

## Historik
Ätten Gripensköld förste kände stamfader är kyrkoherde Magnus Gripensköld i Harstads socken, Östergötlands län. Han fick två söner som blev ryttmästare och en son som blev assessor. Bland senare medlemmar märks hovrättsrådet Carl Johan Napoleon Gripensköld.